# Riukiaria pugionifera
Riukiaria pugionifera är en mångfotingart som beskrevs av Karl Wilhelm Verhoeff 1936. Riukiaria pugionifera ingår i släktet Riukiaria och familjen Xystodesmidae. Inga underarter finns listade i Catalogue of Life.